# Каяття Марії Магдалини (Тіціан, 1565)
«Каяття́ Марі́ї Магдали́ни» (італ. Maddalena penitente) — відома картина художника Тіціана в збірці музею Ермітаж, Санкт-Петербург.
Картина походить зі збірки венеційської родини Барбаріго. У 1850 році родина продає власну картинну галерею російському імператору Миколаю І.
Придбання картинної галереї родини Барбаріго суттєво підвищило якісний рівень колекції венеційської школи живопису в Імператорському Ермітажі. Бо музей мав лише два полотна уславленого майстра ранішнього періоду творчості, що прийшли разом з картинною галереєю барона Кроза де Тьєра (портрет молодої венеційки та оголена «Даная в очікуванні Зевса»). Ермітажна збірка мала також дві картини венеційської школи, дуже близькі за манерою до Тіціана, але їх відносили до творів інших майстрів. «Втеча Святої Родини в Єгипет» вважалася твором Паріса Бордоне, а «Венеційський сенатор з родини Капелло» — твором Баділе. Лише ретельна атрибуція полотен у XX столітті повернула картинам ім'я справжнього автора-митця.

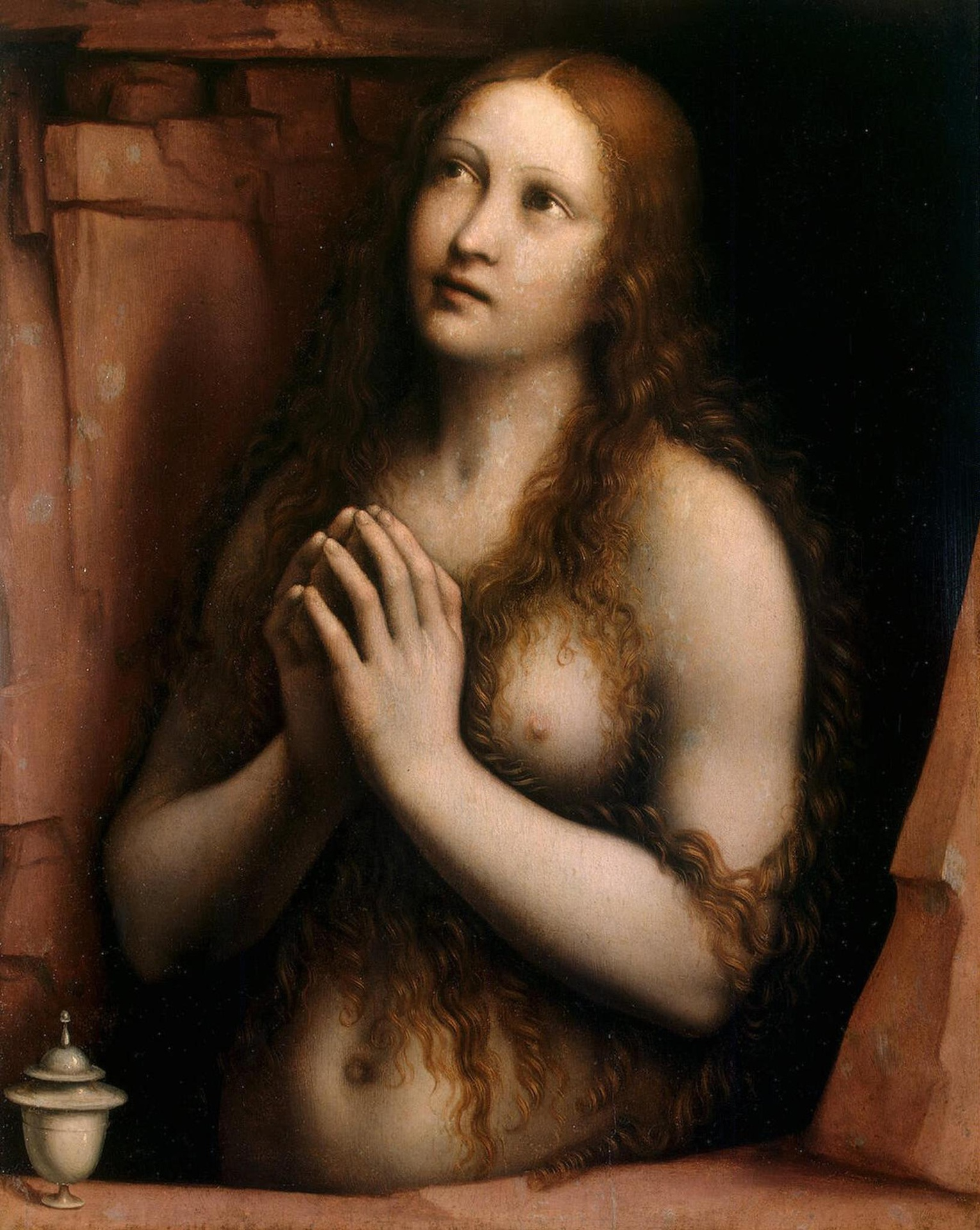
Джампетріно, «Каяття Марії Магдалини», деревина, олійні фарби, Ермітаж, Санкт-Петербург.

«Каяття Марії Магдалини» з щирим виявом почуттів належить до пізнього періоду творчості майстра і є його безумовним шедевром. Серед варіантів полотна цей вважається найбільш вдалим. Варіант розробляє давню іконографічну схему зображення Марії Магдалини в пустелі, яку також розробляти Джампетріно, Ель Греко та інші.